# Libération du camp de concentration d'Auschwitz

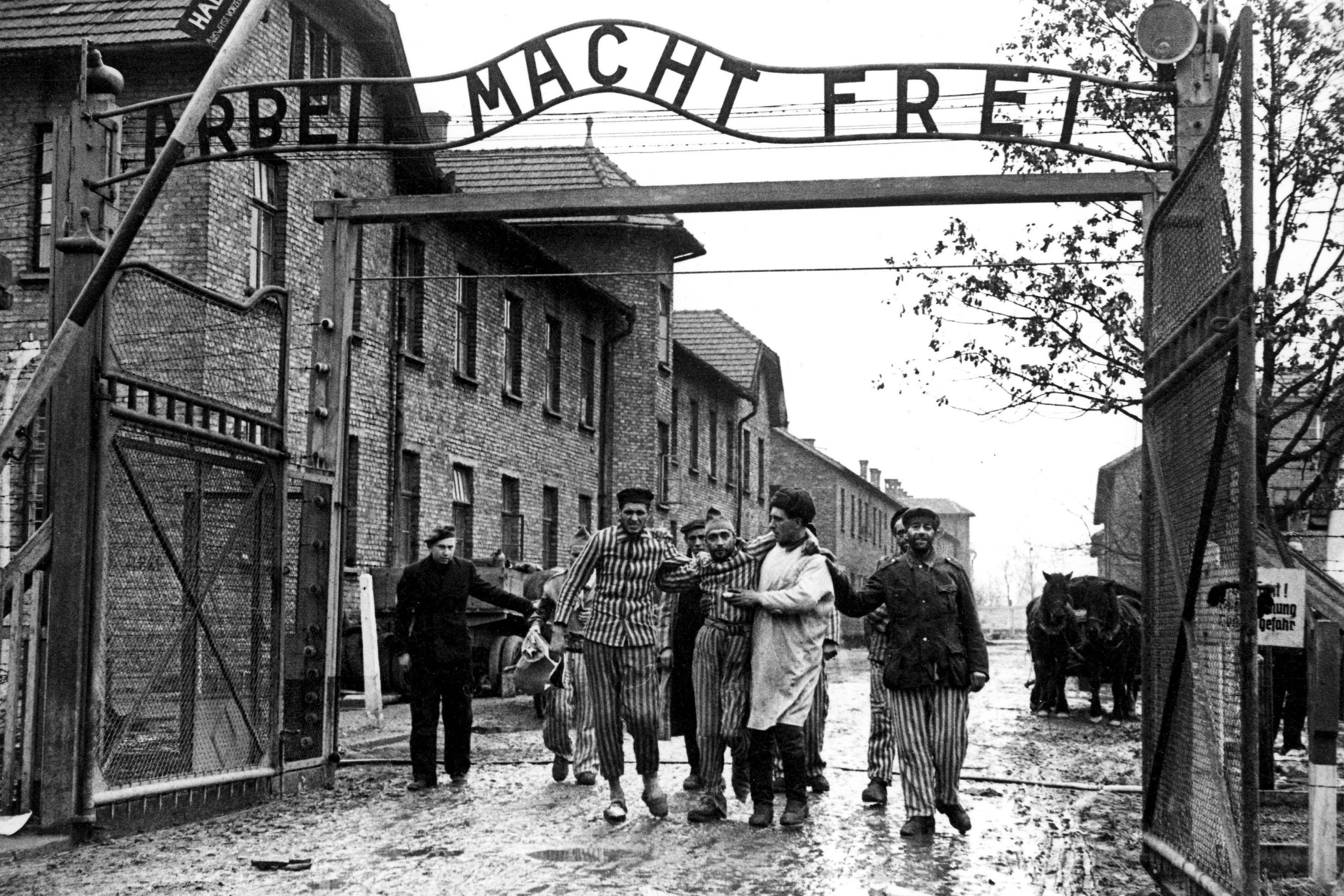
Photographie de l'entrée principale, il s'agit peut-être d'une mise en scène recréée plusieurs jours après la libération du camp.

La libération (ou "ouverture", ou "découverte", selon les termes privilégiés par les historiens) du camp de concentration d'Auschwitz a lieu le 27 janvier 1945, quand l'Armée rouge libère environ 7 000 survivants. Plus d'un million de victimes ont péri dans le camp de concentration et centre d'extermination nazi d'Auschwitz.  Le 27 janvier est devenu la Journée internationale dédiée à la mémoire des victimes de l'Holocauste.

## Contexte
À partir d'août 1944, l'Armée rouge est à 200 km d'Auschwitz. Les autorités nazies envisagent alors la liquidation du camp en cas de nouvelles victoires soviétiques, ainsi que cela avait déjà été fait pour les autres centres d'extermination situés plus à l'Est.
Aussi longtemps que cela a été possible, les Nazis ont continué l'extermination dans les chambres à gaz. Ils ne mettent fin aux travaux d'agrandissement d'Auschwitz (camp souche et Birkenau) qu'à la fin de l'année 1944. Les travaux d'extension de certains des camps auxiliaires continuent pratiquement jusqu'à la libération.

### Liquidation du camp par les nazis
Ce n'est qu'en  novembre 1944 que les trois crématoires restant en activité sont dynamités (le crématoire IV était déjà inutilisable depuis octobre à la suite de la révolte du Sonderkommando).
Avant cela, les Nazis entreprennent de détruire et d'effacer les traces des crimes commis. Ils prennent soin d'assassiner la plupart des témoins oculaires du génocide et particulièrement les Juifs qui avaient travaillé dans les crématoires. Ils font nettoyer et recouvrir de terre par des déportés les fosses contenant des cendres de victimes. Ils brûlent les listes des Juifs exterminés, une partie des dossiers et de la documentation, en deux temps : d'abord entre juillet et septembre 1944 pour les listes de transports (Zuganglisten-FP) conservées au bureau de la direction politique, puis en janvier 1945 avant l'évacuation du camp. Cette destruction fut partielle : une commission spéciale soviétique a pu retrouver et réunir, après la libération du camp, un important volume de documents épargnés, notamment 90 000 actes de décès émis d'août à décembre 1943 ainsi que les archives de la Bauleitung, l'administration centrale chargée de la construction (ces archives ont été restituées au Musée d'Auschwitz en 1991-1992). Mais de nombreux documents sont manquants : ce sont en particulier les listes de transport des convois d'Europe occidentale, les registres (Totenbücher) à l'exception de ceux du camp des Tziganes, les listes marquées « SB » (pour Sonderbehandlung, « traitement spécial ») des personnes sélectionnées pour les chambres à gaz, les rapports sur les arrivées et les sélections, les listes de transferts, la plupart des rapports des blocks ainsi que les archives des sous-camps et des entreprises employant les déportés.
Après l'été 1944, le camp se dépeuple progressivement. Les détenus évacués sont soit employés dans des usines d'armement situées plus à l'intérieur du Reich (principalement des Polonais et Soviétiques), soit, dans le cadre des marches de la mort et des transports de la mort, conduits vers d'autres camps de concentration. La marche de la mort d'Auschwitz à Wodzisław Śląski, endurée par des détenus épuisés, sans manger ou presque, dans un froid glacial, est responsable de plusieurs dizaines de milliers de morts. Le 17 janvier 1945 a lieu le dernier appel général. Y sont présents 67 000 déportés dont 31 800 à Auschwitz I et II et 35 100 dans les camps auxiliaires dépendant de Monowitz.

## Déroulement
Dans le cadre d'une offensive sur la rive gauche de la Vistule, les soldats de l'Armée rouge de la 322e division de fusiliers (en) atteignent Auschwitz le 27 janvier 1945 à 15 h 00,. Au total, 231 soldats soviétiques périssent dans les combats autour du camp de concentration de Monowitz, de Birkenau et d'Auschwitz I, ainsi que dans les villes environnantes d'Oświęcim et de Brzezinka,.
Environ 7 000 prisonniers ont été laissés sur place par les nazis, la plupart étant gravement malades en raison des effets de leur emprisonnement. La majorité des personnes abandonnées sont des adultes d'âge moyen ou des enfants de moins de 15 ans. Les soldats de l'Armée rouge découvrent également 600 corps de détenus (exécutés par les SS pendant l'évacuation du camp ou morts d'épuisement), 370 000 vêtements pour hommes, 837 000 vêtements pour femmes et sept tonnes de cheveux humains. Le camp de Monowitz, où subsiste encore environ 800 survivants, est libéré le même jour par la 60e armée du front de Voronej de l'Armée rouge, renommé « Premier front d'Ukraine » après la libération de l'Ukraine.
Les soldats soviétiques aguerris, tristement habitués à la mort au combat, sont choqués par l'état des prisonniers abandonnés par les nazis. Le général de l'Armée rouge Vassili Petrenko, commandant de la 107e division de fusiliers (ru), déclare : « Moi qui voyais des gens mourir tous les jours, j'ai été choqué par la haine indescriptible des nazis envers les détenus ressemblant à des squelettes vivants. J'ai lu dans divers journaux d'informations le traitement qui leur étaient réservés, sans pour autant mentionner les femmes, enfants et vieillards. C'est à Auschwitz que j'ai découvert leur véritable sort ». Dans le journal de propagande soviétique la Pravda par exemple, aucun article ne mentionne les Juifs lors de la libération du camp,.
Dès leur arrivée, les forces de libération (assistées par la Croix-Rouge polonaise) ont essayé d'aider les survivants en prodiguant des soins médicaux et en apportant de la nourriture ; les hôpitaux de l'Armée rouge ont pris en charge 4 500 survivants. En juin 1945, encore 300 survivants subsistent dans le camp, trop faibles pour être déplacés.

## Documentation visuelle
Les Soviétiques ont à cœur de filmer la libération du camp d'Auschwitz, afin d'alimenter la propagande staliniste en valorisant l'Armée rouge. Mais la lumière et le manque de pellicule entravent la prise de vues à l'arrivée sur le camp, ce qui oblige à reporter le tournage de certaines scènes. De plus, les images filmées ne reflètent pas la réalité. En effet, certains passages ont été filmés plusieurs semaines après les événements. Des détenus en bonne santé sont amenés du camp de Majdanek pour poser derrière les barbelés et des femmes des villages environnants sont payées pour être filmées dans les baraquements du camp.